# President pro tempore van de Senaat

Zegel van President pro tempore van de Senaat.

President pro tempore van de Senaat is in de Amerikaanse Grondwet de benaming van degene die min of meer het voorzitterschap van de Senaat waarneemt, bij afwezigheid van de vicepresident. Hij zit echter de vergadering meestal niet daadwerkelijk voor, en heeft ook geen extra stemrecht.
Hij neemt het presidentschap waar als de president, de vicepresident en de voorzitter van het Huis van Afgevaardigden daar niet meer toe in staat zijn. De president pro tempore wordt gekozen door de leden van de senaat. In de praktijk is het meestal het langstzittende lid van de meerderheidspartij. Wanneer er na een verkiezing een andere partij de meerderheid overneemt krijgt de vertrekkend president pro tempore de eretitel President pro tempore emeritus.
In huidige Senaat wordt de functie vervuld door de Republikeinse senator Chuck Grassley van Iowa. Hiervoor was Democratische senator Patty Murray van Washington de president pro tempore.
| President pro tempore van de senaat | President pro tempore van de senaat | President pro tempore van de senaat | Beëdiging als Senator | Ambtstermijn     | Ambtstermijn     | Partij | Staat          | Congres(en)   |
| ----------------------------------- | ----------------------------------- | ----------------------------------- | --------------------- | ---------------- | ---------------- | ------ | -------------- | ------------- |
|                                     | Solomon Foot                        | Solomon Foot (1802–1866)            | 4 maart 1851          | 16 februari 1861 | 26 april 1864    | R      | Vermont        | 36            |
| 37                                  | Solomon Foot                        | Solomon Foot (1802–1866)            | 4 maart 1851          | 16 februari 1861 | 26 april 1864    | R      | Vermont        |               |
| 38                                  | Solomon Foot                        | Solomon Foot (1802–1866)            | 4 maart 1851          | 16 februari 1861 | 26 april 1864    | R      | Vermont        |               |
|                                     | Daniel Clark                        | Daniel Clark (1809–1891)            | 27 juni 1857          | 26 april 1864    | 4 maart 1865     | R      | New Hampshire  |               |
|                                     | Lafayette Foster                    | Lafayette Foster (1806–1880)        | 4 maart 1855          | 4 maart 1865     | 4 maart 1867     | R      | Connecticut    | 39            |
|                                     | Benjamin Wade                       | Benjamin Wade (1800–1878)           | 15 maart 1851         | 4 maart 1867     | 4 maart 1869     | R      | Ohio           | 39            |
| Ohio                                | Benjamin Wade                       | Benjamin Wade (1800–1878)           | 15 maart 1851         | 4 maart 1867     | 4 maart 1869     | R      | 40             |               |
|                                     | Henry Anthony                       | Henry Anthony (1815–1884)           | 4 maart 1859          | 4 maart 1869     | 4 maart 1873     | R      | Rhode Island   | 41            |
| 42                                  | Henry Anthony                       | Henry Anthony (1815–1884)           | 4 maart 1859          | 4 maart 1869     | 4 maart 1873     | R      | Rhode Island   |               |
|                                     | Matthew Carpenter                   | Matthew Carpenter (1824–1881)       | 4 maart 1869          | 4 maart 1873     | 4 januari 1875   | R      | Wisconsin      | 43            |
|                                     | Henry Anthony                       | Henry Anthony (1815–1884)           | 4 maart 1859          | 4 januari 1875   | 4 maart 1875     | R      | Rhode Island   | 43            |
|                                     | Thomas Ferry                        | Thomas Ferry (1827–1896)            | 4 maart 1871          | 4 maart 1875     | 19 maart 1879    | R      | Michigan       | 44            |
| 45                                  | Thomas Ferry                        | Thomas Ferry (1827–1896)            | 4 maart 1871          | 4 maart 1875     | 19 maart 1879    | R      | Michigan       |               |
|                                     | Allen Thurman                       | Allen Thurman (1813–1895)           | 4 maart 1869          | 15 april 1879    | 5 december 1880  | D      | Ohio           | 46            |
|                                     | Thomas Bayard I                     | Thomas Bayard I (1828–1898)         | 4 maart 1869          | 10 oktober 1881  | 14 oktober 1881  | D      | Delaware       | 47            |
|                                     | David Davis                         | David Davis (1815–1886)             | 4 maart 1877          | 14 oktober 1881  | 4 maart 1883     | O      | Illinois       | 47            |
|                                     | George Edmunds                      | George Edmunds (1828–1919)          | 3 april 1866          | 4 maart 1883     | 4 maart 1885     | R      | Vermont        | 47            |
| Vermont                             | George Edmunds                      | George Edmunds (1828–1919)          | 3 april 1866          | 4 maart 1883     | 4 maart 1885     | R      | 48             |               |
|                                     | John Sherman                        | John Sherman (1823–1900)            | 4 maart 1881          | 4 maart 1885     | 27 februari 1887 | R      | Ohio           | 49            |
|                                     | John Ingalls                        | John Ingalls (1833–1900)            | 4 maart 1873          | 27 februari 1887 | 4 maart 1883     | R      | Kansas         | 49            |
| Kansas                              | John Ingalls                        | John Ingalls (1833–1900)            | 4 maart 1873          | 27 februari 1887 | 4 maart 1883     | R      | 50             |               |
| Kansas                              | John Ingalls                        | John Ingalls (1833–1900)            | 4 maart 1873          | 27 februari 1887 | 4 maart 1883     | R      | 51             |               |
|                                     | Charles Manderson                   | Charles Manderson (1837–1911)       | 4 maart 1883          | 4 maart 1891     | 22 maart 1893    | R      | Nebraska       |               |
| Nebraska                            | Charles Manderson                   | Charles Manderson (1837–1911)       | 4 maart 1883          | 4 maart 1891     | 22 maart 1893    | R      | 52             |               |
| Nebraska                            | Charles Manderson                   | Charles Manderson (1837–1911)       | 4 maart 1883          | 4 maart 1891     | 22 maart 1893    | R      | 53             |               |
|                                     | Isham Harris                        | Isham Harris (1818–1897)            | 4 maart 1877          | 22 maart 1893    | 5 januari 1895   | D      | Tennessee      |               |
|                                     | Matt Ransom                         | Matt Ransom (1824–1904)             | 30 januari 1872       | 5 januari 1895   | 10 januari 1895  | D      | North Carolina |               |
|                                     | Isham Harris                        | Isham Harris (1818–1897)            | 4 maart 1877          | 10 januari 1895  | 4 maart 1895     | D      | Tennessee      |               |
|                                     | William Frye                        | William Frye (1830–1911)            | 18 maart 1881         | 6 februari 1896  | 30 april 1911    | R      | Maine          | 54            |
| 55                                  | William Frye                        | William Frye (1830–1911)            | 18 maart 1881         | 6 februari 1896  | 30 april 1911    | R      | Maine          |               |
| 56                                  | William Frye                        | William Frye (1830–1911)            | 18 maart 1881         | 6 februari 1896  | 30 april 1911    | R      | Maine          |               |
| 57                                  | William Frye                        | William Frye (1830–1911)            | 18 maart 1881         | 6 februari 1896  | 30 april 1911    | R      | Maine          |               |
| 58                                  | William Frye                        | William Frye (1830–1911)            | 18 maart 1881         | 6 februari 1896  | 30 april 1911    | R      | Maine          |               |
| 59                                  | William Frye                        | William Frye (1830–1911)            | 18 maart 1881         | 6 februari 1896  | 30 april 1911    | R      | Maine          |               |
| 60                                  | William Frye                        | William Frye (1830–1911)            | 18 maart 1881         | 6 februari 1896  | 30 april 1911    | R      | Maine          |               |
| 61                                  | William Frye                        | William Frye (1830–1911)            | 18 maart 1881         | 6 februari 1896  | 30 april 1911    | R      | Maine          |               |
| Maine                               | William Frye                        | William Frye (1830–1911)            | 18 maart 1881         | 6 februari 1896  | 30 april 1911    | R      | 62             |               |
|                                     | Augustus Octavius Bacon             | Augustus Octavius Bacon (1839–1914) | 4 maart 1895          | 30 april 1911    | 12 februari 1912 | D      | 62             | Georgia       |
|                                     | Jacob Gallinger                     | Jacob Gallinger (1837–1918)         | 4 maart 1891          | 12 februari 1912 | 3 maart 1913     | R      | 62             | New Hampshire |
|                                     | James Clarke                        | James Clarke (1854–1916)            | 4 maart 1903          | 13 maart 1913    | 1 oktober 1916   | D      | Arkansas       | 63            |
| 64                                  | James Clarke                        | James Clarke (1854–1916)            | 4 maart 1903          | 13 maart 1913    | 1 oktober 1916   | D      | Arkansas       |               |
|                                     | Willard Saulsbury jr.               | Willard Saulsbury jr. (1861–1927)   | 14 december 1916      | 4 maart 1913     | 4 maart 1919     | D      | Delaware       |               |
| Delaware                            | Willard Saulsbury jr.               | Willard Saulsbury jr. (1861–1927)   | 14 december 1916      | 4 maart 1913     | 4 maart 1919     | D      | 65             |               |
|                                     | Albert Cummins                      | Albert Cummins (1850–1926)          | 24 november 1908      | 19 mei 1919      | 3 maart 1925     | R      | Iowa           | 66            |
| 67                                  | Albert Cummins                      | Albert Cummins (1850–1926)          | 24 november 1908      | 19 mei 1919      | 3 maart 1925     | R      | Iowa           |               |
| 68                                  | Albert Cummins                      | Albert Cummins (1850–1926)          | 24 november 1908      | 19 mei 1919      | 3 maart 1925     | R      | Iowa           |               |
| 69                                  | Albert Cummins                      | Albert Cummins (1850–1926)          | 24 november 1908      | 19 mei 1919      | 3 maart 1925     | R      | Iowa           |               |
|                                     | George Moses                        | George Moses (1869–1944)            | 6 november 1918       | 6 maart 1925     | 3 maart 1933     | R      | New Hampshire  |               |
| New Hampshire                       | George Moses                        | George Moses (1869–1944)            | 6 november 1918       | 6 maart 1925     | 3 maart 1933     | R      | 70             |               |
| New Hampshire                       | George Moses                        | George Moses (1869–1944)            | 6 november 1918       | 6 maart 1925     | 3 maart 1933     | R      | 71             |               |
| New Hampshire                       | George Moses                        | George Moses (1869–1944)            | 6 november 1918       | 6 maart 1925     | 3 maart 1933     | R      | 72             |               |
|                                     | Key Pittman                         | Key Pittman (1872–1940)             | 30 januari 1913       | 9 maart 1933     | 10 november 1940 | D      | Nevada         |               |
| 73                                  | Key Pittman                         | Key Pittman (1872–1940)             | 30 januari 1913       | 9 maart 1933     | 10 november 1940 | D      | Nevada         |               |
| 74                                  | Key Pittman                         | Key Pittman (1872–1940)             | 30 januari 1913       | 9 maart 1933     | 10 november 1940 | D      | Nevada         |               |
| 75                                  | Key Pittman                         | Key Pittman (1872–1940)             | 30 januari 1913       | 9 maart 1933     | 10 november 1940 | D      | Nevada         |               |
| 76                                  | Key Pittman                         | Key Pittman (1872–1940)             | 30 januari 1913       | 9 maart 1933     | 10 november 1940 | D      | Nevada         |               |
|                                     | William Henry King                  | William Henry King (1863–1949)      | 4 maart 1917          | 10 november 1940 | 3 januari 1941   | D      | Utah           |               |
|                                     | Pat Harrison                        | Pat Harrison (1881–1941)            | 4 maart 1919          | 3 januari 1941   | 10 juli 1941     | D      | Mississippi    | 77            |
|                                     | Carter Glass                        | Carter Glass (1858–1946)            | 2 februari 1920       | 10 juli 1941     | 3 januari 1945   | D      | Virginia       | 77            |
| Virginia                            | Carter Glass                        | Carter Glass (1858–1946)            | 2 februari 1920       | 10 juli 1941     | 3 januari 1945   | D      | 78             |               |
|                                     | Kenneth McKellar                    | Kenneth McKellar (1869–1957)        | 4 maart 1917          | 6 januari 1945   | 3 januari 1947   | D      | Tennessee      | 79            |
|                                     | Arthur Vandenberg                   | Arthur Vandenberg (1884–1951)       | 31 maart 1928         | 4 januari 1947   | 3 januari 1949   | R      | Michigan       | 80            |
|                                     | Kenneth McKellar                    | Kenneth McKellar (1869–1957)        | 4 maart 1917          | 3 januari 1949   | 3 januari 1951   | D      | Tennessee      | 81            |
| 82                                  | Kenneth McKellar                    | Kenneth McKellar (1869–1957)        | 4 maart 1917          | 3 januari 1949   | 3 januari 1951   | D      | Tennessee      |               |
|                                     | Styles Bridges                      | Styles Bridges (1898–1961)          | 3 januari 1937        | 3 januari 1953   | 3 januari 1955   | R      | New Hampshire  | 83            |
|                                     | Walter George                       | Walter George (1878–1957)           | 22 november 1922      | 3 januari 1955   | 3 januari 1957   | D      | Georgia        | 84            |
|                                     | Carl Hayden                         | Carl Hayden (1877–1972)             | 4 maart 1927          | 3 januari 1957   | 16 juni 1963     | D      | Arizona        | 85            |
| 86                                  | Carl Hayden                         | Carl Hayden (1877–1972)             | 4 maart 1927          | 3 januari 1957   | 16 juni 1963     | D      | Arizona        |               |
| 87                                  | Carl Hayden                         | Carl Hayden (1877–1972)             | 4 maart 1927          | 3 januari 1957   | 16 juni 1963     | D      | Arizona        |               |
| 88                                  | Carl Hayden                         | Carl Hayden (1877–1972)             | 4 maart 1927          | 3 januari 1957   | 16 juni 1963     | D      | Arizona        |               |
|                                     | Lee Metcalf                         | Lee Metcalf (1911–1978)             | 3 januari 1961        | 16 juni 1963     | 3 januari 1969   | D      | Montana        |               |
| Montana                             | Lee Metcalf                         | Lee Metcalf (1911–1978)             | 3 januari 1961        | 16 juni 1963     | 3 januari 1969   | D      | 89             |               |
| Montana                             | Lee Metcalf                         | Lee Metcalf (1911–1978)             | 3 januari 1961        | 16 juni 1963     | 3 januari 1969   | D      | 90             |               |
|                                     | Richard Russell                     | Richard Russell (1897–1971)         | 12 januari 1933       | 3 januari 1969   | 21 januari 1971  | D      | Georgia        | 91            |
| 92                                  | Richard Russell                     | Richard Russell (1897–1971)         | 12 januari 1933       | 3 januari 1969   | 21 januari 1971  | D      | Georgia        |               |
|                                     | Allen Ellender                      | Allen Ellender (1890–1972)          | 3 januari 1937        | 21 januari 1971  | 27 juli 1972     | D      | Louisiana      |               |
|                                     | James Eastland                      | James Eastland (1904–1986)          | 3 januari 1943        | 27 juli 1972     | 27 december 1978 | D      | Mississippi    |               |
| Mississippi                         | James Eastland                      | James Eastland (1904–1986)          | 3 januari 1943        | 27 juli 1972     | 27 december 1978 | D      | 93             |               |
| Mississippi                         | James Eastland                      | James Eastland (1904–1986)          | 3 januari 1943        | 27 juli 1972     | 27 december 1978 | D      | 94             |               |
| Mississippi                         | James Eastland                      | James Eastland (1904–1986)          | 3 januari 1943        | 27 juli 1972     | 27 december 1978 | D      | 95             |               |
|                                     | Warren Magnuson                     | Warren Magnuson (1905–1989)         | 14 december 1944      | 27 december 1978 | 3 januari 1981   | D      | Washington     |               |
| Washington                          | Warren Magnuson                     | Warren Magnuson (1905–1989)         | 14 december 1944      | 27 december 1978 | 3 januari 1981   | D      | 96             |               |
|                                     | Strom Thurmond                      | Strom Thurmond (1902–2003)          | 6 november 1956       | 3 januari 1981   | 3 januari 1987   | R      | South Carolina | 97            |
| 98                                  | Strom Thurmond                      | Strom Thurmond (1902–2003)          | 6 november 1956       | 3 januari 1981   | 3 januari 1987   | R      | South Carolina |               |
| 99                                  | Strom Thurmond                      | Strom Thurmond (1902–2003)          | 6 november 1956       | 3 januari 1981   | 3 januari 1987   | R      | South Carolina |               |
|                                     | John Stennis                        | John Stennis (1901–1995)            | 5 november 1947       | 3 januari 1987   | 3 januari 1989   | D      | Mississippi    | 100           |
|                                     | Robert Byrd                         | Robert Byrd (1917–2010)             | 3 januari 1959        | 3 januari 1989   | 3 januari 1995   | D      | West Virginia  | 101           |
| 102                                 | Robert Byrd                         | Robert Byrd (1917–2010)             | 3 januari 1959        | 3 januari 1989   | 3 januari 1995   | D      | West Virginia  |               |
| 103                                 | Robert Byrd                         | Robert Byrd (1917–2010)             | 3 januari 1959        | 3 januari 1989   | 3 januari 1995   | D      | West Virginia  |               |
|                                     | Strom Thurmond                      | Strom Thurmond (1902–2003)          | 6 november 1956       | 3 januari 1995   | 3 januari 2001   | R      | South Carolina | 104           |
| 105                                 | Strom Thurmond                      | Strom Thurmond (1902–2003)          | 6 november 1956       | 3 januari 1995   | 3 januari 2001   | R      | South Carolina |               |
| 106                                 | Strom Thurmond                      | Strom Thurmond (1902–2003)          | 6 november 1956       | 3 januari 1995   | 3 januari 2001   | R      | South Carolina |               |
|                                     | Robert Byrd                         | Robert Byrd (1917–2010)             | 3 januari 1959        | 3 januari 2001   | 20 januari 2001  | D      | West Virginia  | 107           |
|                                     | Strom Thurmond                      | Strom Thurmond (1902–2003)          | 6 november 1956       | 20 januari 2001  | 6 juni 2001      | R      | South Carolina | 107           |
|                                     | Robert Byrd                         | Robert Byrd (1917–2010)             | 3 januari 1959        | 6 juni 2001      | 3 januari 2003   | D      | West Virginia  | 107           |
|                                     | Ted Stevens                         | Ted Stevens (1923–2010)             | 24 december 1968      | 3 januari 2003   | 3 januari 2007   | R      | Alaska         | 108           |
| 109                                 | Ted Stevens                         | Ted Stevens (1923–2010)             | 24 december 1968      | 3 januari 2003   | 3 januari 2007   | R      | Alaska         |               |
|                                     | Robert Byrd                         | Robert Byrd (1917–2010)             | 3 januari 1959        | 3 januari 2007   | 28 juni 2010     | D      | West Virginia  | 110           |
| 111                                 | Robert Byrd                         | Robert Byrd (1917–2010)             | 3 januari 1959        | 3 januari 2007   | 28 juni 2010     | D      | West Virginia  |               |
|                                     | Daniel Inouye                       | Daniel Inouye (1924–2012)           | 3 januari 1963        | 28 juni 2010     | 17 december 2012 | D      | Hawaï          |               |
| Hawaï                               | Daniel Inouye                       | Daniel Inouye (1924–2012)           | 3 januari 1963        | 28 juni 2010     | 17 december 2012 | D      | 112            |               |
|                                     | Patrick Leahy                       | Patrick Leahy (1940)                | 3 januari 1975        | 17 december 2012 | 3 januari 2015   | D      | 112            | Vermont       |
| Vermont                             | Patrick Leahy                       | Patrick Leahy (1940)                | 3 januari 1975        | 17 december 2012 | 3 januari 2015   | D      | 113            |               |
|                                     | Orrin Hatch                         | Orrin Hatch (1934–2022)             | 3 januari 1977        | 3 januari 2015   | 3 januari 2019   | R      | Utah           | 114           |
| 115                                 | Orrin Hatch                         | Orrin Hatch (1934–2022)             | 3 januari 1977        | 3 januari 2015   | 3 januari 2019   | R      | Utah           |               |
|                                     | Chuck Grassley                      | Chuck Grassley (1933)               | 3 januari 1981        | 3 januari 2019   | 20 januari 2021  | R      | Iowa           | 116           |
| 117                                 | Chuck Grassley                      | Chuck Grassley (1933)               | 3 januari 1981        | 3 januari 2019   | 20 januari 2021  | R      | Iowa           |               |
|                                     | Patrick Leahy                       | Patrick Leahy (1940)                | 3 januari 1975        | 20 januari 2021  | 3 januari 2023   | D      | Vermont        |               |
|                                     | Patty Murray                        | Patty Murray (1950)                 | 3 januari 1993        | 3 januari 2023   | 3 januari 2025   | D      | Washington     | 118           |
|                                     | Chuck Grassley                      | Chuck Grassley (1933)               | 3 januari 1981        | 3 januari 2025   | heden            | R      | Iowa           | 119           |

Alabama: Tuberville (R) · Britt (R)
Alaska: Murkowski (R) · Sullivan (R)
Arizona: Kelly (D) · Gallego (D)
Arkansas: Boozman (R) · Cotton (R)
Californië: Padilla (D) · Schiff (D)
Colorado: Bennet (D) · Hickenlooper (D)
Connecticut: Blumenthal (D) · Murphy (D)
Delaware: Coons (D) · Blunt Rochester (D)
Florida: R. Scott (R) · Moody (R)
Georgia: Ossoff (D) · Warnock (D)
Hawaï: Schatz (D) · Hirono (D)
Idaho: Crapo (R) · Risch (R)
Illinois: Durbin (D) · Duckworth (D)
Indiana: Young (R) · Banks (R)
Iowa: Grassley (R) · Ernst (R)
Kansas: Moran (R) · Marshall (R)
Kentucky: McConnell (R) · Paul (R)
Louisiana: Cassidy (R) · Kennedy (R)
Maine: Collins (R) · King (O)
Maryland: Van Hollen (D) · Alsobrooks (D)
Massachusetts: Warren (D) · Markey (D)
Michigan: Peters (D) · Slotkin (D)
Minnesota: Klobuchar (D) · Smith (D)
Mississippi: Wicker (R) · Hyde-Smith (R)
Missouri: Hawley (R) · Schmitt (R)
Montana: Daines (R) · Sheehy (R)
Nebraska: Fischer (R) · Ricketts (R)
Nevada: Cortez Masto (D) · Rosen (D)
New Hampshire: Shaheen (D) · Hassan (D)
New Jersey: Booker (D) · Kim (D)
New Mexico: Heinrich (D) · Luján (D)
New York: Schumer (D) · Gillibrand (D)
North Carolina: Tillis (R) · Budd (R)
North Dakota: Hoeven (R) · Cramer (R)
Ohio: Moreno (R) · Husted (R)
Oklahoma: Lankford (R) · Mullin (R)
Oregon: Wyden (D) · Merkley (D)
Pennsylvania: Fetterman (D) · McCormick (R)
Rhode Island: Reed (D) · Whitehouse (D)
South Carolina: Graham (R) · T. Scott (R)
South Dakota: Thune (R) · Rounds (R)
Tennessee: Blackburn (R) · Hagerty (R)
Texas: Cornyn (R) · Cruz (R)
Utah: Lee (R) · Curtis (R)
Vermont: Sanders (O) · Welch (D)
Virginia: Warner (D) · Kaine (D)
Washington: Murray (D) · Cantwell (D)
West Virginia: Moore Capito (R) · Justice (R)
Wisconsin: Johnson (R) · Baldwin (D)
Wyoming: Barrasso (R) · Lummis (R)
(D): Democraat · (R): Republikein · (O): Onafhankelijk